# Selección de polo de los Estados Unidos
La Selección de polo de los Estados Unidos es el equipo de polo representante de Estados Unidos en las competiciones internacionales. Es una de las selecciones de polo más antiguas del mundo y participó en los primeros Juegos Olímpicos en donde se incluyó al polo como deporte olímpico.
Estados Unidos cuenta con jugadores de buen handicap y su selección ha ganado el Campeonato Mundial de Polo en una oportunidad, siendo la única selección no sudamericana en alcanzar tal logro.
Además todos los años se realiza la prestigiosa Copa América, en donde se enfrenta la selección de Estados Unidos contra otra selección americana. Generalmente se enfrenta a Argentina y en la mayoría de los encuentros el ganador es el conjunto sudamericano.

## Estados Unidos en los Juegos Olímpicos
Los primeros Juegos Olímpicos en que se disputó polo fue en 1900, en donde participaron equipos mixtos. Es así como la medalla de oro la ganó el equipo de Foxhunters Hurlingham que tenía dos jugadores norteamericanos: Frank Mackay y Foxhall Parker Keene. Además el equipo Rugby alcanzó la medalla de plata con Walter McCreery y tres integrantes británicos.
En los Juegos Oímpicos de Amberes 1920 Estados Unidos destacó con la medalla de bronce, alineando con Arthur Harris, Terry Allen, John Montgomery y Nelson Margetts. Con esa misma alineación cuatro años más tarde Estados Unidos repitió la misma medalla en los Juegos Olímpicos de 1920. De ahí en adelante no volvieron a participar y el polo dejó de ser un deporte olímpico.

## Estados Unidos en los mundiales
Estados Unidos es el único equipo no sudamericano en salir campeón del mundo. En su primera presentación en un mundial, los estadounidenses lograron la gloria venciendo en la final a Inglaterra. En 1992 y 1998 el conjunto gringo llegó a semifinales, perdiendo en la definición por el tercer lugar ante Inglaterra.
En la décima edición, disputada en Santiago de Chile, Estados Unidos llegó a la final siendo derrotados por la Selección de polo de Chile en un dramático final. En el Campeonato Mundial de Polo de 2017 disputado en Sídney obtienen el cuarto lugar.
| Campeonato Mundial de Polo | Campeonato Mundial de Polo | Campeonato Mundial de Polo | Campeonato Mundial de Polo | Campeonato Mundial de Polo | Campeonato Mundial de Polo |
| -------------------------- | -------------------------- | -------------------------- | -------------------------- | -------------------------- | -------------------------- |
| 1987:                      | No clasificó               | 1989:                      | Medalla de oro             | 1992:                      | 4° lugar                   |
| 1995:                      | No clasificó               | 1998:                      | 4° lugar                   | 2001:                      | Primera fase               |
| 2004:                      | Primera fase               | 2008:                      | No clasificó               | 2011:                      | Primera fase               |
| 2015:                      | Medalla de plata           | 2017:                      | 4° lugar                   |                            |                            |